# Biwadrilus bathybates
Biwadrilus bathybates (aktuell auch wieder Criodrilus bathybates) ist der Name einer im Schlamm im Süßwasser anzutreffenden Wenigborster-Art aus der Familie der Criodrilidae in der Ordnung Crassiclitellata (Regenwürmer im weiteren Sinne), die ursprünglich aus dem Biwa-See in Japan bekannt ist, aber auch in anderen Binnengewässern Japans gefunden wurde. Sie ist die einzige anerkannte Art der somit monotypischen Gattung Biwadrilus, die zeitweilig auch als eigene Familie Biwadrilidae galt.

## Merkmale
Biwadrilus bathybates hat einen vierkantigen Körper ohne dorsale Poren, aber mit einer insbesondere hinten ausgeprägten Rückenrinne und wird bei einer Anzahl von rund 200 bis 250 Segmenten etwa 15 bis 30 cm lang und 3 bis 4 mm breit, an der Stelle der männlichen Geschlechtsöffnungen am 13. Segment aber über 5 mm breit. Das Prostomium von Biwadrilus bathybates ist zygolobisch, liegt dem Peristomium also ohne dorsalen Fortsatz an. An den vier Kanten des Körpers sitzen pro Segment vier Paar Borsten. Das Tier ist unpigmentiert, sodass die Blutgefäße und der Darminhalt zumindest außerhalb des Clitellums sichtbar sind. Der Ringelwurm ist sehr weich und zerfällt an der Luft rasch.
Der Darmkanal von Biwadrilus bathybates hat weder Kaumägen noch Kalkdrüsen, Typhlosolis oder Blindsäcke. Das geschlossene Blutgefäßsystem hat drei Längsgefäße, nämlich ein Rückengefäß, ein supra-oesophageales Gefäß und ein Bauchgefäß, jedoch kein Neuralgefäß. Im 5. und 6. Segment werden die Längsgefäße durch kleine Kommissuren verbunden, im 7. bis 11. Segment durch paarige Lateralherzen. Innere Organe und Haut sind durch feine Kapillarnetze stark durchblutet, insbesondere im Schwanzbereich, wo der Gasaustausch über die kapillarreiche Haut erfolgt. Die großen Nephridien sind wohl entwickelt, fehlen aber in den ersten 13 Segmenten.
Das ringförmige Clitellum des Zwitters nimmt alle oder die meisten Segmente vom 16. bis zum 34. Segment ein und hat keine Tubercula pubertatis. Die zwei Paar (holandrischen) schillernden Hoden sitzen im 10. und 11. Segment und Spermiensäcke im 9. und 12. Segment. Die paarigen Eierstöcke im 13. Segment sind fächerförmig mit Trichtern und produzieren dotterarme Eier; die paarigen Eisäcke sind im 14. Segment. Das Paar der weiblichen Geschlechtsöffnungen liegt am 14. Segment, das Paar der männlichen Geschlechtsöffnungen in tiefen Schlitzen auf großen, vorragenden Porophoren am 13. Segment und somit – anders als beim Großteil der Crassiclitellata – vor den weiblichen. Die Prostatae münden über die männlichen Geschlechtsöffnungen nach außen. Receptacula seminis fehlen; stattdessen werden die Spermien über sackförmige Pseudospermatophoren übertragen.

## Verbreitung
Biwadrilus bathybates ist ausschließlich in japanischen Binnengewässern heimisch. Er ist ursprünglich vom Biwa-See im südlichen Zentral-Honshu in Japan bekannt und wurde zunächst für eine dort endemische Art gehalten. Die als Criodrilus miyashitai beschriebene Art aus dem Fluss Yura in Komorimachi bei Kyoto und aus Bewässerungskanälen für Reisfelder bei Tsuruoka in Yamagata-ken ist aber ein Synonym.

## Lebensraum und Lebensweise
Biwadrilus bathybates ist im Schlamm von Binnengewässern wie Seen und langsam fließenden Flüssen und Kanälen zu finden, wo er sich durch den Boden gräbt. Da der Schlamm meist sauerstoffarm ist, hält der Ringelwurm seinen stark durchbluteten, dicht mit Kapillaren durchzogenen Schwanzteil die meiste Zeit aus dem Boden heraus ins freie Wasser, um Sauerstoff aufzunehmen und Kohlendioxid abgeben zu können.
Wie andere Crassiclitellaten auch ist Biwadrilus bathybates ein Substratfresser, der die organischen Bestandteile des verschluckten Substrats wie darin enthaltene Kleinstlebewesen und Pflanzenreste verdaut.

## Entwicklungszyklus
Wie alle Gürtelwürmer ist Biwadrilus bathybates ein Zwitter, bei dem sich zwei Individuen gegenseitig begatten. Hierzu werden die sackförmigen Pseudospermatophoren am Sexpartner befestigt, während es keine Receptacula seminis gibt. Mithilfe von Schleimabscheidungen des ausgedehnten Clitellums werden langgestreckte, nach beiden Seiten verjüngte Eikokons gebildet, in welche die zahlreichen befruchteten dotterarmen Eier gelegt werden. Die Embryonen entwickeln sich in den Kokons zu fertigen kleinen Jungwürmern.

## Systematik der Gattung und Art
Biwadrilus bathybates ist eine von derzeit drei anerkannten Arten der Familie Criodrilidae, die wiederum der Ordnung Crassiclitellata, den Regenwürmern im weiteren Sinne zugehören.
John Stephenson beschrieb 1917 die Art Criodrilus bathybates in der Familie Criodrilidae auf Grundlage von Funden aus dem Biwa-See. 1971 gestand Barrie G. M. Jamieson dieser Art eine eigene Gattung zu, nannte sie Biwadrilus bathybates und stellte sie darüber hinaus in eine eigene Familie Biwadrilidae (Biwadrilus „Biwa-Regenwurm“, nach dem Biwa-See und altgriechisch δρίλος, δρῖλος drílos, drîlos „Regenwurm“).
R. J. Blakemore stellte Biwadrilus bathybates auf Grundlage einer Arbeit von 2006 wieder in die Familie Criodrilidae. Die in japanischen Flüssen und Bewässerungskanälen gefundene Art Criodrilus miyashitai Nagase & Nomura, 1937 wurde als ein Synonym von Biwadrilus bathybates erkannt.